# What a Wonderful World
What a Wonderful World è una canzone scritta da Bob Thiele (con lo pseudonimo George Douglas) e George David Weiss, e interpretata per la prima volta da Louis Armstrong nel 1967.

## Descrizione

### Origine e storia
Fu una delle ultime produzioni di Bob Thiele, storico produttore discografico jazz, prima di lasciare la Impulse! Records, per la divisione pop della ABC poco tempo prima della morte di Armstrong. Le composizioni di Thiele risultano spesso a nome di "George Douglas" o "Stanley Clayton", pseudonimi che Thiele aveva creato combinando i nomi dei suoi zii (Stanley, Clayton, George, Douglas).
Nella sua autobiografia, Thiele ricorda che la sessione di registrazione di What a Wonderful World fu vivacizzata da una furibonda lite tra lui e il presidente della ABC Records, Larry Newton, che venne chiuso fuori dallo studio dopo che una discussione con Thiele sulla canzone era degenerata. Newton, infatti, avrebbe voluto che Armstrong registrasse un altro brano swing sullo stile della fortunata Hello, Dolly! di poco antecedente, e quando seppe che Thiele aveva scritto per il trombettista una ballata, protestò vivamente. Questo diverbio, nonostante il successo che la canzone riscosse successivamente soprattutto in Europa, portò alla rottura del rapporto di lavoro tra Thiele e la Impulse!-ABC Paramount.

## Pubblicazione e accoglienza
È stata pubblicata come singolo agli inizi dell'autunno del 1967 e arrivò in prima posizione nella Official Singles Chart, facendo di Louis Armstrong (66 anni) l'artista più anziano a conquistare la vetta della classifica nel Regno Unito. Il singolo arrivò inoltre in prima posizione in Austria, in seconda in Irlanda, in sesta Norvegia ed in settima in Svizzera. Negli Stati Uniti fallì in un primo momento l'accesso in classifica. Fu solo dopo che il brano venne inserito nella colonna sonora di Good Morning, Vietnam che il singolo riuscì a penetrare nella Billboard Hot 100, nell'aprile 1988. In quello stesso periodo riapparve nelle classifiche mondiali ed arrivò in prima posizione in Australia, in quinta nei Paesi Bassi, in sesta in Germania ed in ottava in Nuova Zelanda. Nel 1999 entrò nella Grammy Hall of Fame Award. Il 27 luglio 2001 il singolo è stato certificato disco di platino dalla Recording Industry Association of America (RIAA).

### Classifiche
| Classifica                      | Posizione |
| 1968                            | 1968      |
| ------------------------------- | --------- |
| Austria                         | 1         |
| Belgio                          | 6         |
| Irlanda                         | 2         |
| Norvegia                        | 6         |
| Paesi Bassi                     | 15        |
| Regno Unito                     | 1         |
| Svizzera                        | 7         |
| 1976                            |           |
| Italia                          | 11        |
| 1988                            |           |
| Australia                       | 1         |
| Belgio                          | 7         |
| Irlanda                         | 30        |
| Nuova Zelanda                   | 8         |
| Paesi Bassi                     | 5         |
| Regno Unito                     | 53        |
| Stati Uniti (Billboard Hot 100) | 32        |
| 1989                            |           |
| Germania                        | 6         |

## Cover
- Una cover in chiave punk rock di questa canzone venne registrata da Joey Ramone e pubblicata nell'album postumo del 2002 Don't Worry About Me. Il singolo raggiunse la posizione 36 della classifica Heritage Rock di Billboard.[21]
- Il ricavato del duetto virtuale tra Eva Cassidy e Katie Melua del 2007, arrivato in prima posizione nella Official Singles Chart, è stato devoluto alla British Red Cross.[22]
- La canzone è stata interpretata nel 1993 da Israel Kamakawiwo'ole in un medley con la canzone Over the Rainbow. Il brano vendette 2 563 000 copie.[23]